# 伊東蘆一
伊東 蘆一（いとう ろいち、1938年11月 - ）は、日本の医学者。東京家政学院大学非常勤講師。日本栄養食糧学会評議員、日本栄養改善学会評議員・理事。

## 経歴
- 1963年 横浜市立大学医学部卒
- 1972年 横浜市立大学医学部助教授
- 1974年 デューク大学医学部 客員準教授
- 1975年 ノースウェスタン大学理学部 客員準教授
- 1982年 国立健康・栄養研究所部長
- 1995年 東京家政学院大学家政学部教授
- 2005年 東京家政学院大学附属図書館長
- 2009年 東京家政学院大学非常勤講師

## 学位
博士（医学）（横浜市立大学・1971）

## 国家資格
医師

## 専門分野
- 環境生理学（含体力医学・栄養生理学）、医化学一般

## 主な研究課題
- プリンヌクレオチド代謝調節機構に関する研究
- 高齢者の栄養に関する研究

## 主な著書
- オステオポローシス-診断と治療(共著) （ライフサイエンス出版 、1993 ）
- 栄養所要量・基準量と食生活ガイドライン （建帛社 、1997 ）

## 主な論文
- 高齢者の喫煙とビタミンC. 医学のあゆみ（1993 ）
- 高齢者における微量栄養素の潜在的欠乏状態と健康. 老化と疾患（1993）
- 食塩摂取とカルシウム排泄. 日本栄養・食糧学会誌（1999）
- Oceurence of IMP-GMP 5’-Nucleotidase in Three Fish Species: A Comparative Study on Trachurus Japonicas, Oncorhyncus Masou Masou and Triakis Scyllium. Comparative Biochemistry and Physiology Part B（2002）
- IMP-GMP 5'-nucleotidase in reptiles : occurrence in a turtle, a tortoise and three species of snakes. Comparative Biochemistry and physiology Part B（2003）
- The yeast ISN1(YOR155c)gene encodes a new type of IMP-specific 5'-nucleotidase. BMC Biochemisxry（2003）

## 国際貢献・国内貢献
- 日本栄養改善学会学会賞（1985）

## 所属学会
日本栄養食糧学会、日本栄養改善学会、日本比較生理生化学会、日本家政学会

## 参考資料
- 東京家政学院大学ホームページ
- 科学技術振興機構 研究開発支援総合ディレクトリ(ReaD)[リンク切れ]